# Тобурдановське сільське поселення
Тобурда́новське сільське поселення (рос. Тобурдановское сельское поселение) — муніципальне утворення у складі Канаського району Чувашії, Росія. Адміністративний центр — село Тобурданово.

## Населення
Населення — 1240 осіб (2019, 1430 у 2010, 1510 у 2002).

## Склад
До складу поселення входять такі населені пункти:
| Населений пункт   | Населення, осіб (2002) | Населення, осіб (2010) |
| ----------------- | ---------------------- | ---------------------- |
| Тобурданово, село | 1110                   | 1059                   |
| Яманово, присілок | 400                    | 371                    |